# 이프니 전쟁

전쟁 전후 이프니의 국경

이프니 전쟁(스페인어: Guerra de Ifni)은 1957년 10월에 시작된 모로코 반란군에 의한 스페인령 서아프리카에 일련의 무력 침공이며 시디이프니 포위 실패로 최고조에 이르렀다.
이 전쟁은, 20세기 후반에 아프리카를 석권한 탈식민지화의 움직임의 일부라고도 할 수 있지만, 프랑스 와의 대립에 묶이지 않고, 스페인으로부터의 독립에 큰 자원과 인원을 투입한 모로코 해방군의 일부가 중심이 되어 행해진 것이다.